# Fisiocracia
Fisiocracia (do grego "Governo da Natureza") é uma teoria econômica desenvolvida por um grupo de economistas franceses do século XVIII, que acreditavam que a riqueza das nações era derivada unicamente do valor de "terras agrícolas" ou do "desenvolvimento da terra" e que produtos agrícolas deveriam ter preços  elevados (já que para eles a agricultura tinha um valor muito grande). A escola é ainda hoje conhecido pelo Quadro econômico.
Suas teorias surgiram na França e foram mais populares durante a segunda metade do século XVIII. A fisiocracia talvez seja a primeira teoria bem desenvolvida da economia.
A fisiocracia foi formada por filósofos, negociantes, médicos, editores e intelectuais franceses que, sobretudo durante a década de 1760, buscavam realizar um sistema de filosofia fundado na noção de ordem natural e no jusnaturalismo (a existência de leis naturais). No sistema filosófico moderno elaborado pelos fisiocratas, a compreensão dos fenômenos econômicos e sua explicação passa a assumir um papel preponderante. O movimento foi liderado por François Quesnay (1694-1774), mas contava com figuras importantes como Victor Riquetti de Mirabeau, Anne Robert Jacques Turgot, Nicolas Baudeau, Pierre Samuel Du Pont de Nemours e Le Mercier de la Rivière. Esse movimento imediatamente precedeu a primeira escola moderna, a economia clássica, que se iniciou com a publicação do livro de Adam Smith, A Riqueza das Nações, em 1776.
A contribuição mais significativa dos fisiocratas era a sua ênfase no trabalho produtivo como fonte de riqueza nacional. Esse pensamento é contrastante em relação ao das escolas anteriores, em particular o mercantilismo, que muitas vezes focava na riqueza do governante, no acúmulo de ouro, ou no saldo da balança comercial. Enquanto a escola Mercantilista de economia dizia que o valor dos produtos da sociedade era criado seu ponto de venda, com o vendedor vendendo seus produtos por mais dinheiro do que estes tinham "originalmente" valido, a escola Fisiocrática de economia foi a primeira a ver o trabalho como a única fonte de valor. No entanto, para os fisiocratas, apenas o trabalho agrícola criava este valor nos produtos da sociedade. Todo o trabalho "industrial" e não agrícola eram "apêndices improdutivos" para o trabalho agrícola.
Na época em que fisiocratas estavam formulando suas idéias, a economia era quase totalmente agrária. Esse talvez seja o motivo pelo qual a teoria tenha considerado apenas o trabalho agrícola como sendo valioso. Fisiocratas viam a produção de bens e serviços como consumo do excedente agrícola, uma vez que a principal fonte de energia era o músculo humano ou animal e toda a energia era derivada a partir do excedente de produção agrícola. O lucro na produção capitalista era apenas o "aluguel" obtido pelo proprietário do terreno em que a produção agrícola estava ocorrendo.
A percepção do reconhecimento dos Fisiocratas da importância fundamental do terreno foi reforçada no meio século seguinte, quando os combustíveis fósseis foram aproveitados por meio do uso da máquina a vapor. A produtividade aumentou consideravelmente. Ferrovias, e sistemas de abastecimento de água e saneamento a vapor, possíveis cidades de vários milhões de pessoas com valores da terra muitas vezes maior do que as terras agrícolas. Assim, enquanto os economistas modernos também reconhecem manufatura e serviços como produtivos e geradores de riqueza, os princípios estabelecidas pelos fisiocratas permanecem válidos. A Fisiocracia também tem uma relevância contemporânea importante em que toda a vida permanece dependente da produtividade do solo bruto e a capacidade do meio ambiente natural se renovar. 
O historiador David B. Danbom explica: "Os fisiocratas condenavam as cidades pela sua artificialidade e elogiavam estilos mais naturais de vida. Eles celebravam os agricultores". Eles se chamavam "économistes", mas são geralmente referidos como fisiocratas para distingui-los das muitas escolas do pensamento econômico que os seguia.

## Precursores

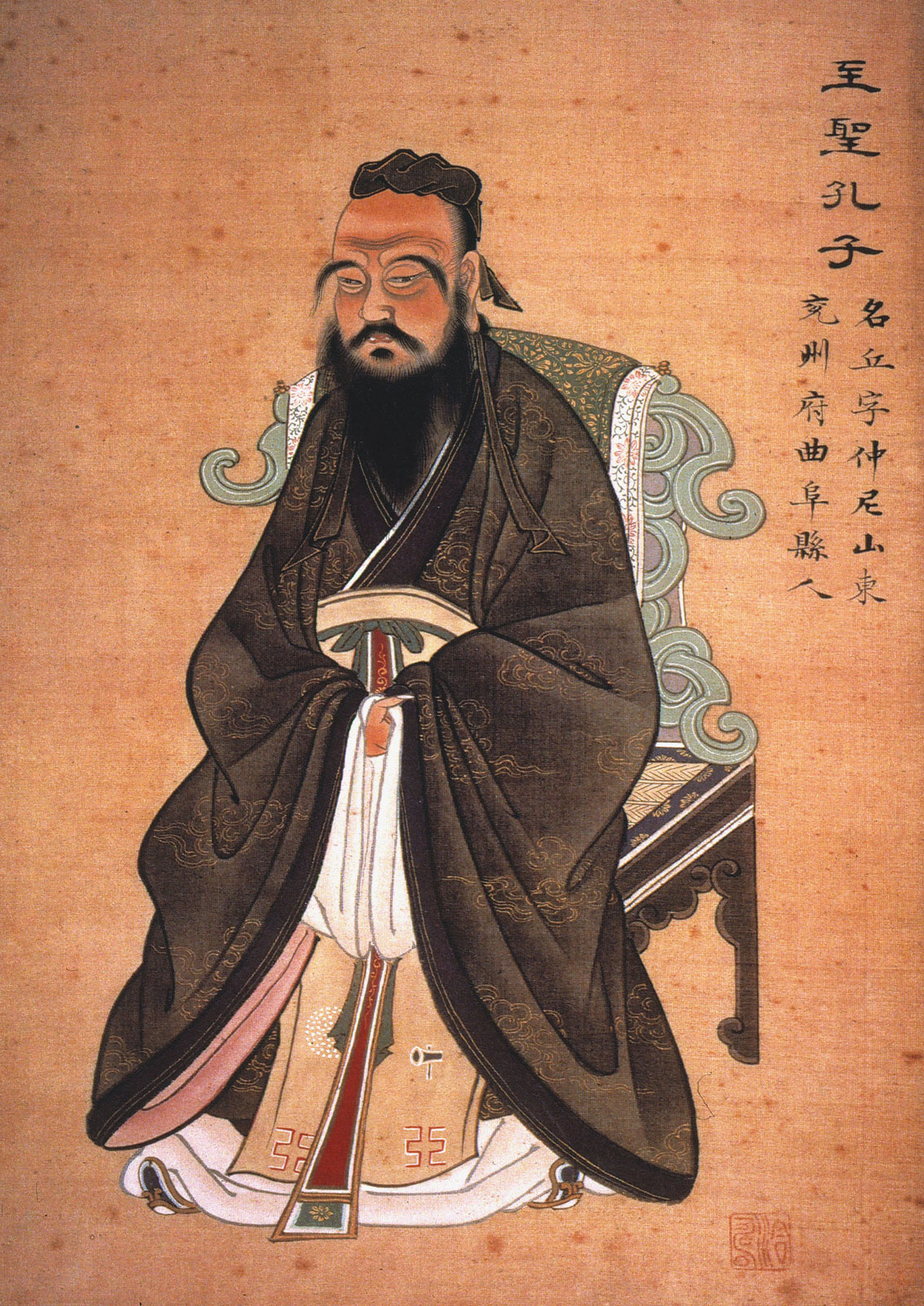
O Confucionismo, sistema desenvolvido a partir das ideais de Confúcio, foi adotado por fisiocratas como Quesnay.

A Fisiocracia é uma filosofia de caráter agrário. No final da República Romana, a classe senatorial dominante não era autorizada a participar do setor bancário ou do comércio, mas dependia de seus latifúndios, grandes plantações, para a renda. Eles contornaram esta regra por meio de procurações de homens livres que vendiam bens agrícolas excedentes.
Após o declínio do Império Romano, a desurbanização levou à cessação do comércio e ao declínio da comercialização na maior parte da Europa Ocidental. As economias centraram-se nas casas senhoriais agrícolas onde guerreiros-proprietários, a nobreza medieval, coletavam alugueis de seus servos na forma de parte da produção. Este foi o sistema econômico dominante até que o comércio começou a ser revivido no final da Idade Média, promovendo a ascensão da classe mercantil.
Outra inspiração veio do sistema econômico da China, o maior do mundo. A sociedade chinesa amplamente distinguiu quatro ocupações, com bolsas de estudo burocratas, que também eram proprietários agrários, na parte superior e na parte inferior comerciantes (porque eles não produziam bens, apenas distribuíam os produtos fabricados por terceiros). Líderes fisiocratas como François Quesnay eram confucionistas ávidos que defendiam as políticas agrárias da China. Alguns estudiosos têm defendido ligações com a escola agriculturalista, que promoveu o comunismo utópico.
Quesnay defendia que a terra era a única fonte de riqueza, considerando a agricultura como fonte principal da riqueza do Estado